# Plexippus minor
Espèce
Plexippus minor est une espèce d'araignées aranéomorphes de la famille des Salticidae.

## Distribution
Cette espèce se rencontre aux Émirats arabes unis et en Inde.

## Description
La carapace des mâles mesure de 3,1 à 3,3 mm de long sur de 2,3 à 2,5 mm et l'abdomen de 3,3 à 3,4 mm de long sur 2,0 mm.
La carapace de la femelle décrite par Wesołowska et van Harten en 2020  mesure 3,8 mm de long sur 3,0 mm et l'abdomen 4,1 mm de long sur 2,6 mm.

## Systématique et taxinomie
Cette espèce a été décrite par Wesołowska et van Harten en 2010.

## Publication originale
- Wesołowska & van Harten, 2010 : « Order Araneae, family Salticidae. » Arthropod Fauna of the UAE. Dar Al Ummah, Abu Dhabi, vol. 3, p. 27-69.